# Partia Odrodzenia Wsi
Partia Odrodzenia Wsi (ukr. Партія відродження села, PWS) – ukraińska partia polityczna o charakterze agrarnym.
Ugrupowanie zarejestrowano 21 maja 1993 pod nazwą Partija Wilnych Selan i Pidpryjemciw Ukrajiny, założył ją wykładowca akademicki Mychajło Biskupski. Przez kilkanaście lat partia praktycznie nie brała aktywnego udziału w życiu publicznym. Później stała się politycznym zapleczem ukraińskiego zrzeszenia rolników i właścicieli gruntów. W 2005 lider tej organizacji, poseł Naszej Ukrainy Iwan Tomycz, przejął formalne kierownictwo partii.
W wyborach w 2006 ugrupowanie współtworzyło koalicję m.in. z Ukraińską Partią Ludową jako blok wyborczy sygnowany nazwiskami Jurija Kostenki i Iwana Pluszcza, który uzyskał ok. 1,9% głosów. W tym samym roku Iwan Tomycz doprowadził do zmiany nazwy. Partia Odrodzenia Wsi współtworzyła w przedterminowych wyborach w 2007 blok wyborczy, który otrzymał 0,1% głosów.
W 2009 PWS poparła kandydaturę Julii Tymoszenko w wyborach w 2010.